# Vlaams Audiovisueel Fonds
Het Vlaams Audiovisueel Fonds (VAF) is een vzw die tot doel heeft de ondersteuning van alle activiteiten op audiovisueel vlak in Vlaanderen. Het VAF is de opvolger van het Fonds Film in Vlaanderen. Het is bij decreet opgericht door de Vlaamse overheid en ging in september 2002 officieel van start. Het Vlaams Audiovisueel Fonds valt onder de bevoegdheid van de Vlaamse minister van Cultuur, maar handelt als autonoom orgaan.
Het VAF heeft drie verschillende fondsen en drie voogdijministers:
- Filmfonds - Minister van Cultuur
- Mediafonds - Minister van Media
- Gamefonds - Minister van Media en Minister van Onderwijs

Naast deze drie fondsen is er ook het economisch fonds: Screen Flanders. Dit valt onder de bevoegdheid van de Minister van Economie en het Agentschap Ondernemen.

## Leiding

### Intendanten
De dagelijkse leiding is in handen van een intendant, een gezaghebbend vertegenwoordiger van de Vlaamse filmsector. Van 2005 tot eind 2017 was dat Pierre Drouot. Hij was de opvolger van Luckas Vander Taelen die in november 2005 werd ontslagen na een vertrouwensbreuk met de raad van bestuur. Vanaf 2018 nam Erwin Provoost de rol over. Eind 2020 verliet Provoost het VAF vroegtijdig omwille van persoonlijke redenen. Hij werd opgevolgd door Koen Van Bockstal, die van 2011 tot 2019 directeur was van het Vlaams Fonds voor de Letteren (nu Literatuur Vlaanderen). In 2025 trad Van Bockstal af wegens gezondheidsredenen. Hij werd opgevolgd door Karla Puttemans, die eerder hoofd Creatie en Talentontwikkeling was bij het VAF. 
- 2002-2005: Luckas Vander Taelen
- 2005-2017: Pierre Drouot
- 2018-2020: Erwin Provoost
- 2021-2025: Koen Van Bockstal
- 2025-heden: Karla Puttemans

### Voorzitters
- 2002-2012: Filip Van Damme
- 2012-2017: Jeroen Depraetere
- 2018-2021: Kenneth Taylor
- 2021-2024: Siegfried Bracke
- 2024-heden: Anouk Mertens

## Doelstellingen
Het VAF heeft drie doelstellingen:
- het bijdragen tot de professionalisering van de audiovisuele sector in Vlaanderen
- het opsporen van nieuw talent en doorgroeimogelijkheden bieden
- de audiovisuele creatiesector meer zichtbaarheid geven en creaties de weg naar hun publiek helpen vinden

Het VAF heeft vier concrete taken    
- het toekennen van financiële steun aan en het begeleiden van audiovisuele creaties
- het verlenen van beurzen, het ondersteunen van opleidingen en het steunen of inrichten van ateliers
- het voeren van promotie voor de Vlaamse audiovisuele sector
- het uitvoeren of bestellen van studies over de audiovisuele sector